# Jarne Duchateau
Jarne Duchateau (Brugge, 12 november 1996) is een Belgische atleet, die gespecialiseerd is in het speerwerpen. Hij werd eenmaal Belgisch kampioen.

## Biografie
Duchateau nam in 2013 deel aan de wereldkampioenschappen U18. Hij werd zevende in de finale. Het jaar nadien nam hij deel aan de wereldkampioenschappen U20. Hij werd uitgeschakeld in de kwalificaties. In 2015 slaagde hij er door een aanslepende schouderblessure niet in om zich te kwalificeren voor het Europese kampioenschap U20. In 2017 werd hij voor het eerst Belgisch kampioen. 
Jarne Duchateau is de zoon van speerwerper Tony Duchateau, die ook zijn eerste trainer was. Hij schakelde over naar coach Patrick Bosschaert, die ook al voormalige topatleten Tom Goyvaerts en Johan Kloeck trainde en begeleidde. Hij was aangesloten bij Flanders Atletiekclub, Olympic Brugge en stapte in 2017 over naar Brabo AC.

## Belgische kampioenschappen
| Onderdeel   | Jaar |
| ----------- | ---- |
| speerwerpen | 2017 |

## Persoonlijk record
| Onderdeel   | Prestatie | Datum          | Plaats            |
| ----------- | --------- | -------------- | ----------------- |
| speerwerpen | 75,49 m   | 7 oktober 2017 | Salon de Provence |

## Palmares
speerwerpen
- 2013: 7e WK U18 te Donetsk - 71,37 m
- 2014: 13e in kwalificaties WK U20 te Eugene - 61,20 m
- 2016:  BK AC - 68,26 m
- 2017:  BK AC - 71,42 m
- 2018:  BK AC – 64,67 m